# Мышлино
Мышлино — деревня в Петушинском районе Владимирской области России, входит в состав Пекшинского сельского поселения. В XIX веке также называлась "Круглецы", что сохранилось в названии местного ручья.

## География
Деревня расположена в 22 км на север от центра поселения деревни Пекша и в 30 км на северо-восток от райцентра города Петушки.

## История
До конца XVIII века входила в состав Ильмехотского стана Владимирского уезда (округи), с 1778 года и до 1920-х годов деревня входила в состав Короваевской волости Покровского уезда. . На карте А. И. Менде деревня имеет названия: Круглецы (Мышлина), однако Круглецы - это другое сельцо, которое находилось к юго-западу от Мышлино на берегу реки Пекша и которая исчезло уже в начале XIX века, в честь изчезнувшего сельца  назван ручей, который идёт от одного из мышлинских колодцев до реки Пекша. На 1845 год деревня была разделена между 4 помещиками: наибольшая часть находилась во владении полковницы Анны Ивановны Крупениной с её детьми Елизаветой и Татьяной Владимировной Крупениными, в их владении находились 47 мужчин и 47 женщин, 2 части принадлежали помещику Хметевскому, во владении, правда было только 2 мужчины и 2 женщины, а 4-я часть принадлежала Николаю Петровичу Апраксину, (во владении 23 мужчины и 27 женщин). В 1859 году в деревне числилось 33 дворов, в 1905 году — 50 дворов
По данным ГАВО ф 180 оп 2 д 1770 Уставная грамота в 1862 году была заключена между помещией Хметевской и крестьянами деревней Мышлино, при этом "крестьянин Иванов грамоту не подписал, т.к. объявил, что вместо означенного ему в наделе покосам в Хметевской подине (а в простонародном названии Дехтярихе), желает принять таковой за господскою пашнею на реке Пекше".
С 1929 года деревня входила в состав Караваевского сельсовета Петушинского района Московской губернии, с 1944 года - в составе Петушинского района Владимирской области,  с 1979 года — в составе Анкудиновского сельсовета, 2005 года — в составе Пекшинского сельского поселения.

## Интересные факты

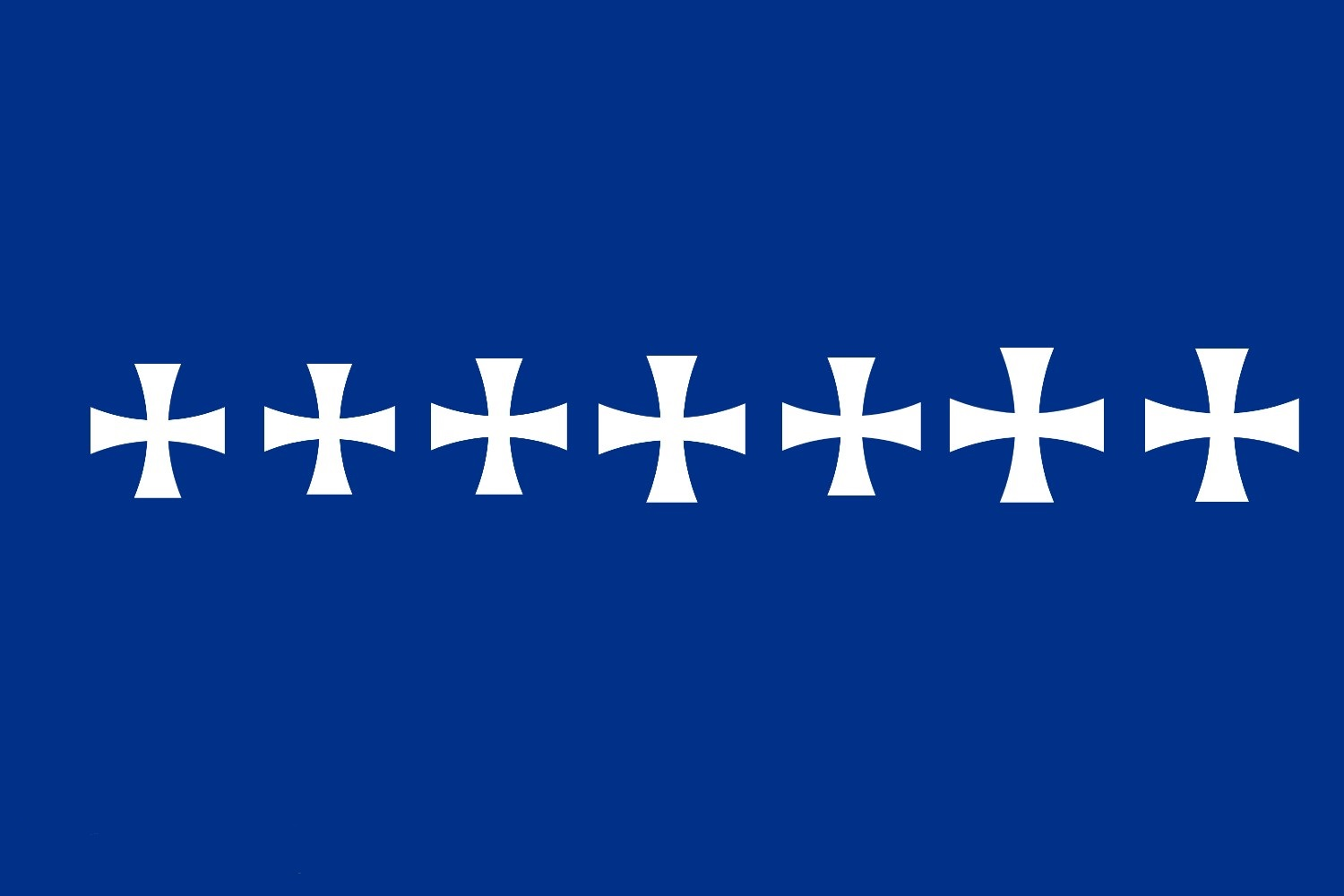
Неофициальный флаг "Края 7 церквей"

Деревня Мышлино (как и соседнее Караваево) связана с жизнью и творчеством писателя Венедикта Ерофеева. Из этой деревни происходила его первая жена - Валентина Зимакова. В.Ерофеев неоднократно бывал в Мышлино. Здесь он писал некоторые главы своей поэмы «Москва-Петушки» Дом где жил Ерофеев не сохранился.
Деревня входит в "Край семи церквей" - неофициальный региональный бренд левобережья реки Пекша, куда кроме Мышлина входят дд. Марково, слитая с ней деревня Очеп, исчезнувшее сельцо Митино, возрождаемое село Святково и погост Спас Железный Посох, небольшой край связан с экстремально большим количеством исторических личностей: Венедиктом Ерофеевым, Иваном Грозным, дворянским родом Апраксиных (имели усадьбу в Митино), Хметевских, потомками грузинского царя Вахтанга и сибирского хана Кучума.

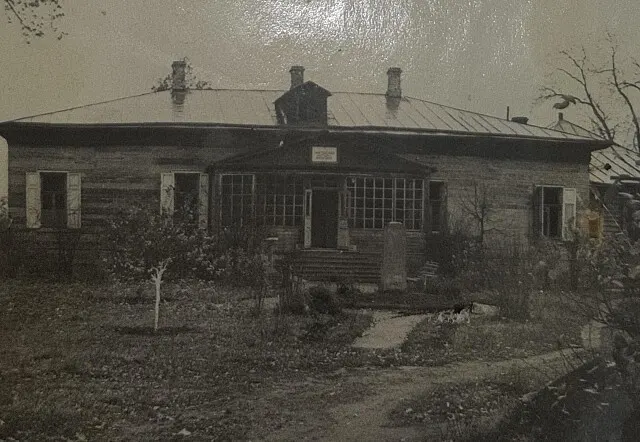
Дом усадьбы Митино недалеко от Мышлино в бытность больницей

.

## Население
| 1859 | 1905 | 1926 | 2002 | 2010 | 2021 |
| ---- | ---- | ---- | ---- | ---- | ---- |
| 206  | ↗304 | ↘254 | ↘9   | ↘7   | ↘2   |